# Esophyllas
Genre
Esophyllas est un genre d'araignées aranéomorphes de la famille des Linyphiidae.

## Distribution
Les espèces de ce genre sont endémiques de Californie aux États-Unis,.

## Liste des espèces
Selon World Spider Catalog (version 16.5, 14/08/2015) :
- Esophyllas synankylis Prentice & Redak, 2012
- Esophyllas vetteri Prentice & Redak, 2012

## Publication originale
- Prentice & Redak, 2012 : Esophyllas, a new genus of erigonine spiders from southern California (Araneae: Linyphiidae: Erigoninae). Zootaxa, no 3265, p. 1-21.